# Klempicz

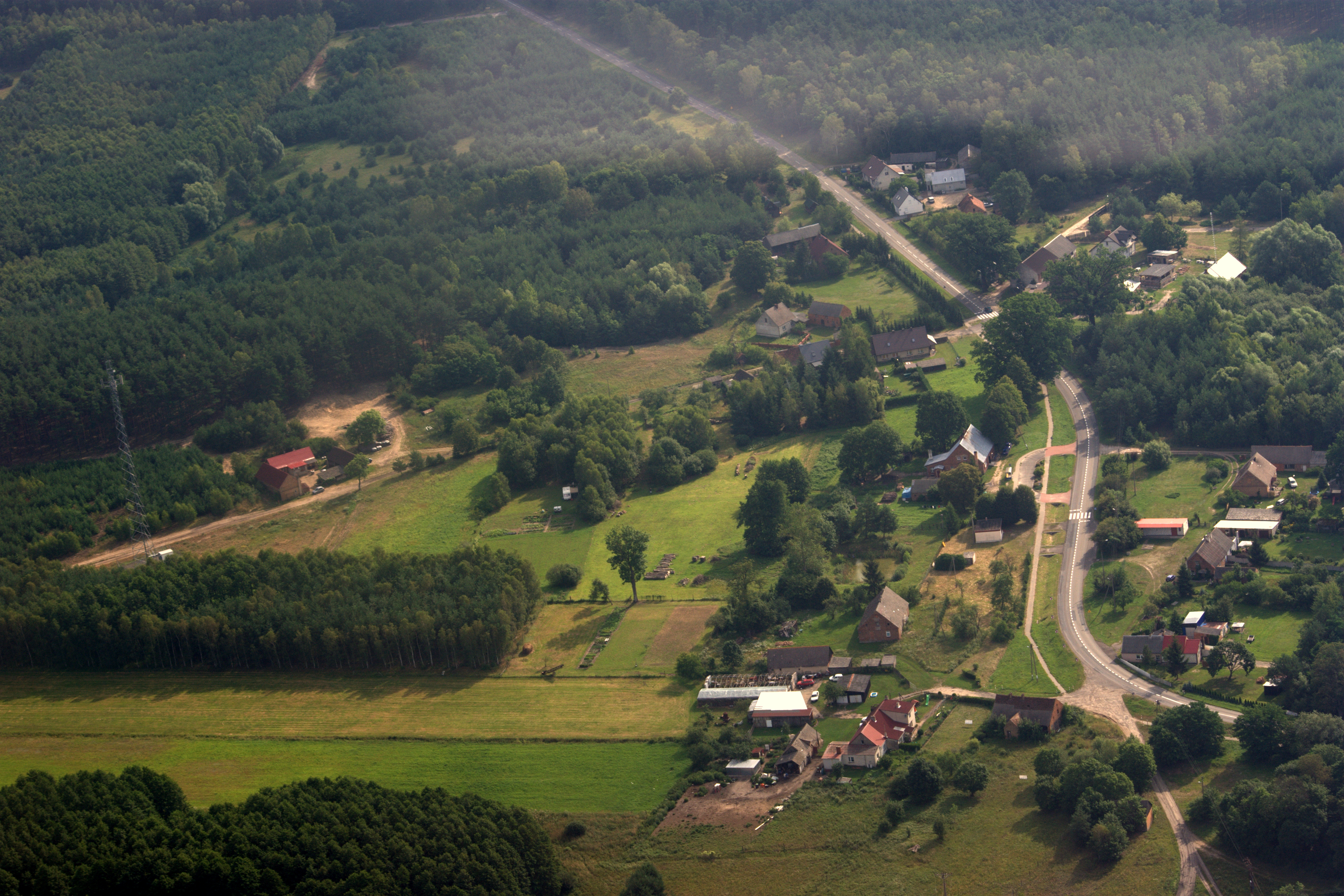
Widok z zachodu

Klempicz – wieś w Polsce położona w województwie wielkopolskim, w powiecie czarnkowsko-trzcianeckim, w gminie Lubasz.

## Położenie
W latach 1975–1998 miejscowość administracyjnie należała do województwa pilskiego. Przez wieś przebiega droga wojewódzka nr 182.

## Historia
Miejscowość pierwotnie związana była z Wielkopolską. Istnieje co najmniej od drugiej połowy XIV lub XV wieku. Wymieniona została w łacińskim zapisie z 1386 jako „Clem…” (powiązanie ze wsią jest niepewne), 1499 „Klapycz”, 1508 „Clampycz”, 1515 „Clampitz”, 1563 „Kliąmpicz”, 1564–1565 „Klempicz”, 1577 „Klępicz”.
Miejscowość pierwotnie była królewszczyzną czyli własnością królewską w dobrach wieleńskich. W 1449 wieś znajdowała się w powiecie poznańskim Korony Królestwa Polskiego. W 1508 należała do parafii Wronki.
W 1386 opatka Klasztoru Cysterek w Owińskach pozwała kmiecia Staszka „de Clem...” o to, że odszedł z jej dóbr „nie uczyniwszy żadnej uprawizny”. Zapis jest odnoszony do wsi ale historycy uznają go za niepewny.
W 1510 majątkiem zarządzał tenutariusz wieleński oraz wojewoda poznański Andrzej Szamotulski herbu Nałęcz. W 1515 w zamian za odstąpienie dóbr Pobiedziska oraz Kościan król Polski Zygmunt I Stary nadał kasztelanowi poznańskiemu Łukaszowi Górce pełne prawa dziedziczne do zamku Wieleń i należących do niego wsi, a w tym m.in. do wsi Klempicz. W latach 1564–1565 jako właściciel dóbr wieleńskich, w tym także wsi Klempicz, odnotowany został wojewoda poznański Łukasz z Górki. W 1577 jako właściciela tych dóbr odnotowano kasztelana rogozińskiego Wojciecha Czarnkowskiego herbu Nałęcz III, a w 1580 wdowę po nim kasztelanową rogozińską Barbarę.
Miejscowość odnotowano również w historycznych rejestrach poborowych. W 1510 w Klempiczu odnotowano 13 łanów w tym jeden opuszczony oraz 3 zagrodników. W 1563 we wsi było 6 łanów kmiecych, jeden łan sołecki oraz karczma doroczna. W latach 1564–1565 we wsi na 12 śladach gospodarowało 12 kmieci, a każdy z nich płacił po jednym florenie czynszu oraz dawał w naturze od każdego śladu dwa kapłony, dwie kury, 30 jaj oraz po 3 wiertele owsa w ramach opłaty zwanej „wiecne”. Oprócz tego każdy z nich na żądanie zobowiązany był do pracy dla zamku wieleńskiego.  Karczmarz płacił 12 groszy czynszu z karczmy oraz kolejne dwa z ostrówków roli. Sołtys gospodarował na 1,5 śladu roli i miał obowiązek służyć dworowi w Wieleniu, ale nie miał dodatkowych obowiązków w czasie wojny. Wieś była ośrodkiem smolarskim. W 1565 płacono ze wsi 6 groszy od smolnego dołu oraz 3 grosze od każdej wyprodukowanej beczki smoły. Roczna suma dochodu z tej wsi  wynosiła w latach 1564–1565 21 florenów i 29 groszy.
Do czasu rozbiorów leżała w Rzeczypospolitej Obojga Narodów. Wskutek II rozbioru Polski w 1793, miejscowość przeszła pod władanie Prus i jak cała Wielkopolska znalazła się w zaborze pruskim.
W Klempiczu miała powstać druga (po EJ w Żarnowcu) w Polsce Elektrownia Jądrowa „Warta”, jednak prace przerwano decyzją ministra przemysłu w 1989 roku w wyniku protestów ludności po wybuchu w elektrowni w Czarnobylu. Kompleks miał składać się z czterech bloków po 1000 MW każdy, których uruchomienie planowano na lata 1994–2000.
W czerwcu 2009 roku wśród mieszkańców gminy Lubasz przeprowadzono ankietę dotyczącą lokalizacji elektrowni atomowej na tym terenie. Odpowiedzi udzieliło 47,6%, tj. 853 ankietowanych, z których 56,9% opowiedziało się za budową elektrowni atomowej w miejscowości Klempicz, a 33,8% było przeciw. Problem wrócił w styczniu 2024.
Na północny wschód od Klempicza stoi w lesie pomnik spadochroniarzy.